# Halesus interpunctatus
Halesus interpunctatus är en nattsländeart som först beskrevs av Zetterstedt 1840.  Halesus interpunctatus ingår i släktet Halesus och familjen husmasknattsländor. Utöver nominatformen finns också underarten H. i. uniformis.